# رابرت هادن هاینینگ
رابرت هادن هاینینگ (انگلیسی: Robert Haining; ۲۸ ژوئیهٔ ۱۸۸۲ – ۱۵ سپتامبر ۱۹۵۹) فرد نظامی اهل بریتانیا بود. وی همچنین برندهٔ جوایزی همچون نشان حمام شده‌است.